# Jeanne Kosnick-Kloss
Jeanne Kosnick-Kloss (ou Hannah Kosnick-Kloss, Jeanne Otto Freundlich-Kloss, Hannah Freundlich, Jeanne Freundlich), née en Allemagne le 13 mars 1892 à Glogau et morte à Paris le 23 avril 1966, est une peintre abstraite française d'origine allemande. Au début de sa carrière, elle se fait connaître comme chanteuse lyrique.
Elle fut membre d'Abstraction-Création et du salon des Réalités Nouvelles à Paris. 
Compagne de Otto Freundlich, elle échappe à la déportation pendant la Seconde Guerre mondiale.

## Biographie
Hannah Kloss naît en Silésie dans une famille aisée qui la pousse à l'apprentissage du piano et du chant. Devenue chanteuse lyrique, elle épouse son professeur de piano Henrick Kosnick, également écrivain. À l'occasion d'une série de concerts-récitals au Bauhaus, elle rencontre Walter Gropius, Kandinsky et Paul Klee.
En 1925, le couple s'installe à Saint-Jean-Cap-Ferrat, où elle peint des paysages fantastiques et des personnages assez proches de l’art brut.

### Installation à Paris
Elle s'initie à la peinture à partir de 1924, et complète son parcours en s'installant à Paris. Lors de sa première exposition personnelle en 1927, à la galerie Billet, située rue de la Boétie à Paris, Roger Bissière est marqué par la découverte de son travail. L'artiste expose ensuite à Berlin et à Dantzig. Après la séparation du couple Kosnick en 1929, Hannah francise son prénom, tout en conservant le nom de son premier mari dont elle n'a pu divorcer. Membre du groupe Abstraction-Création, l'artiste aborde la sculpture et expose deux reliefs en 1933, présentant son travail à Paris et à Londres dans la galerie de Peggy Guggenheim en 1938.
Jeanne Kosnick-Kloss s'installe avec Otto Freundlich, créant ensemble une petite académie d'art, Le Mur, qui incite les jeunes artistes à utilise des techniques artisanales comme le vitrail ou la broderie. À cette occasion, ils forment et encouragent Gaston Chaissac, avec qui la peintre entretient une correspondance jusqu'à sa mort. Nourri par une collaboration étroite avec ses proches, l'œuvre de Jeanne Kosnick-Kloss prend la forme de mosaïques, de sculpture et de tapisserie. 
Le couple devient membre de l'Association des écrivains et artistes révolutionnaires, proche du parti communiste.

### Les années de guerre
Alors qu'Otto Freundlich est interné, en tant que citoyen allemand, au début de la Seconde Guerre mondiale, elle échappe à la prison. Une fois libéré, Freundlich s'enfuit en dans les Pyrénées-Orientales avec sa compagne pour continuer de créer, mais le couple est dénoncé en 1943. Jeanne Kosnick-Kloss est retenue à Gurs, alors qu'Otto Freundlich, en tant que juif, est déporté et assassiné à Lublin-Maïdanek en 1943.

### Après 1945: exposition et création d'une association à la mémoire de son compagnon
Le retour de Jeanne Kosnick-Kloss à Paris s'effectue en 1944 par le premier train américain, l'artiste retrouve son atelier intact, conservé grâce à l'action de Picasso. Elle prend la nationalité française en 1948 et le nom Freundlich-Kloss, une fois son divorce prononcé. Bien que vivant dans des conditions difficiles, elle expose au Salon des Réalités Nouvelles de 1946 à 1956, à Paris. 
Jeanne Kosnick-Kloss prépare et organise la donation de l'atelier d'Otto Freundlich au Musée Tavet-Delacour de Pontoise, qui aura lieu en 1969. En 1957, elle crée l’Association des Amis d'Otto Freundlich, avec l'aide d'Hans Arp, de Sonia Delaunay et de René Drouin. Les statuts de l'association prévoient de créer à Auvers-sur-Oise une cité pour artistes « de tous les pays, sans distinction de race, de classe, de religion et de nationalité. Elle aidera des inconnus de talent à surmonter les difficultés de la vie ». 
Décédée en 1966, l'artiste peintre est enterrée au cimetière d'Auvers-sur-Oise. 

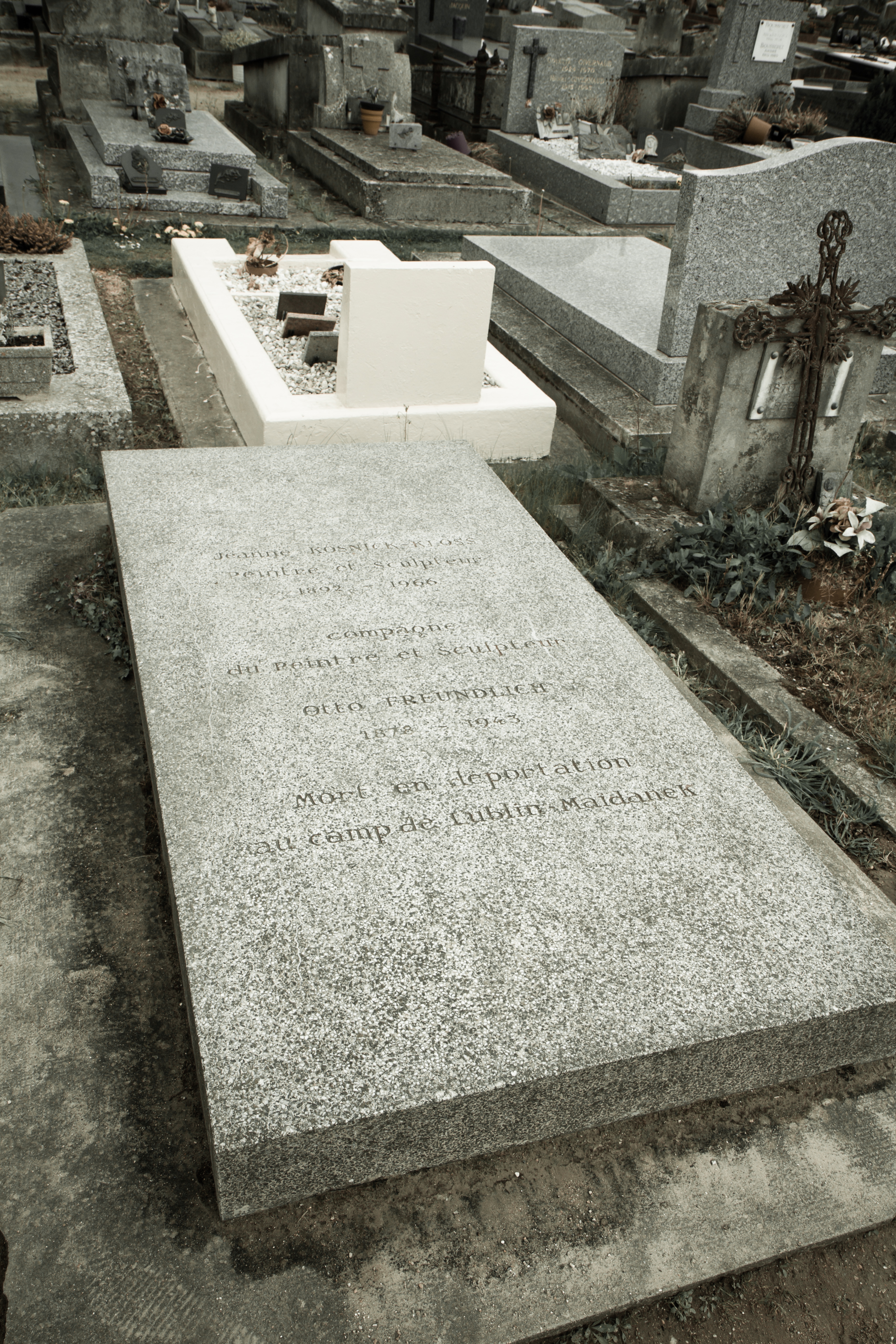
Tombe de Jeanne Kosnick-Kloss et de Otto Freundlich à Auvers-sur-Oise.

## Précisions sur son œuvre
L'œuvre de Jeanne Freundlich-Kloss se trouve au carrefour d'un travail formel, issu de l'abstraction, et d'une réflexion qui tend vers l'art brut, avec des figurations et des représentations. 
Le travail de son compagnon, avec qui Jeanne Freundlich-Kloss partage son atelier, joue un rôle important dans l'élaboration du langage personnel et musicaliste de la première partie de sa vie artistique. Elle peint par petites surfaces de couleur soigneusement délimitées. Par la suite, elle développe des techniques et une réflexion qui dépassent l'abstraction.

## Collections publiques
- Musée Tavet-Delacour, Pontoise
- Musée d'Art Moderne de la Ville de Paris
- Bibliothèque Kandinsky, Musée National d'Art Moderne, Paris
- Bibliothèque Nationale Française, Paris